# Molophilus colobicus
Molophilus colobicus är en tvåvingeart som beskrevs av Alexander 1969. Molophilus colobicus ingår i släktet Molophilus och familjen småharkrankar. Inga underarter finns listade i Catalogue of Life.